# 尖果狗牙花
尖果狗牙花（学名：Ervatamia mucronata）为夹竹桃科狗牙花属下的一个种。

## 扩展阅读
- 維基物種上的相關：尖果狗牙花